# Clérey-la-Côte
Clérey-la-Côte – miejscowość i gmina we Francji, w regionie Grand Est, w departamencie Wogezy.
Według danych na rok 1990 gminę zamieszkiwało 56 osób, a gęstość zaludnienia wynosiła 18 osób/km² (wśród 2335 gmin Lotaryngii Clérey-la-Côte plasuje się na 989. miejscu pod względem liczby ludności, natomiast pod względem powierzchni na miejscu 1167.).